# Creteuchiloglanis
Creteuchiloglanis es una género de peces de la familia Sisoridae en el orden de los Siluriformes, nativos de Asia.

## Especies
Se reconocen siete especies dentro del género:
- Creteuchiloglanis arunachalensis Sinha & Tamang, 2014
- Creteuchiloglanis brachypterus W. Zhou, X. Li & A. W. Thomson, 2011
- Creteuchiloglanis gongshanensis X. L. Chu, 1981
- Creteuchiloglanis kamengensis Jayaram, 1966
- Creteuchiloglanis longipectoralis W. Zhou, X. Li & A. W. Thomson, 2011
- Creteuchiloglanis macropterus H. H. Ng, 2004
- Creteuchiloglanis payjab Darshan, Dutta, Kachari, Gogoi, Aran & D. N. Das, 2014